# Paragymnopleurus sumatrensis
Paragymnopleurus sumatrensis là một loài bọ cánh cứng trong họ Bọ hung (Scarabaeidae).